# Mitzoruga insularis
Mitzoruga insularis là một loài nhện trong họ Miturgidae.
Loài này thuộc chi Mitzoruga. Mitzoruga insularis được miêu tả năm 2009 bởi Raven.